# Notomicrus nanulus
Notomicrus nanulus är en skalbaggsart som först beskrevs av Leconte 1863.  Notomicrus nanulus ingår i släktet Notomicrus och familjen grävdykare. Inga underarter finns listade i Catalogue of Life.